# 日本軍装研究会
日本軍装研究会（にほんぐんそうけんきゅうかい）とは、かつて日本に存在した、軍装に関する研究団体である。

## 概説
日本最古の軍装研究会とされ、1971年（昭和46年）に創設され、2004年（平成16年）に消滅した。
「正会員」は30名限定制をとり、「正会員」の空きが生じない限り、参加希望者は「予備会員」として取り扱われ、「予備会員」には総会の議事等における議決権はなかった。多くの軍事研究家・軍装研究家・軍装コレクター等を輩出した事で知られている。
また、日本軍装研究会が1996年（平成8年）に出版した『日本軍装写真集』は、そこに掲載されている写真のほとんどが実物であり、また極めて貴重な物が多く、軍装コレクターの間では真贋を決定する上で重要な参考書になっているとされる。ただし、中には精巧に作られた模造品も“実物”として掲載されており、参照時には一定の注意も必要である。

## 歴史
1971年（昭和46年）、当時テレビ局プロデューサーであった寺田近雄（東京陸軍幼年学校卒）が、戦後蒐集してきた多くの軍装品を自衛隊の資料館に寄贈するために自衛隊市ケ谷駐屯地を訪れた。
この件に関しては展示スペースがないという理由で寄贈を断られるが、寺田はその一連の交渉の中で当時読売新聞に勤務していた吉野慶一に出会う。当時の一般的な風潮としては、軍事研究や軍装品の蒐集は「右翼」とか「軍国主義者」などと批判されがちであったため忌避される傾向が強く、その研究や蒐集などは孤立して進められる傾向が強かった。この両者の出会いにより、一人で研究や蒐集を続けてきた人々の横の連絡が可能となるきっかけが作られたとされる。
またその頃、アメリカを代表する軍装品コレクターであり、軍事研究家でもあったウォーレン・E・セスラーが、盛んに日本の軍装品コレクターや研究家を海外に紹介するなど、事実上の仲介者を務める形となった。
セスラーの紹介で、大河内常平（日大芸術学部卒、元憲兵伍長）が同会発起人に加わる。大河内は伝説的な軍装品コレクターであり、現在でも「旧大河内コレクション」と呼ばれる彼の蒐集品は、蒐集家の間で著しい高値を呼ぶとされる。また、当時日本屈指の勲章コレクターと目されていた中島康彦（学習院卒、元華族）らも参加し、さまざまな分野の蒐集家や研究家が集まることとなった。
1971年7月15日、九段会館（旧「軍人会館」）において、日本軍装研究会の発足式が行われた。会員は寺田・吉野・大河内・中島らの7名と少数ではあったが、会長には元陸軍大将・陸軍次官であった後宮淳（陸士17期、当時日本郷友連盟名誉会長）を戴き、顧問として『日本の軍装』（雄山閣）の著者でもあり、『大江戸復元図鑑』（武士篇・町人篇、遊子館）などで、当時日本風俗史研究の第一人者として知られていた笹間良雄に就任を要請した。
同会の創立直後よりテレビ番組（アフタヌーンショー等）からの出演依頼があり、軍服姿の会員がテレビに放映され、視聴者から賛否両論の反響があったという。
1973年（昭和48年）に後宮会長が死去すると、第2代会長に馬奈木敬信（元陸軍中将、シンガポール攻略作戦時の第25軍参謀副長）が就任、その後1982年（昭和57年）の馬奈木会長の死去後には土肥一夫（元海軍中佐、連合艦隊参謀）が第3代会長に就任した。
1984年（昭和59年）、ついに着装派と研究派の対立が激化し、同会の創立メンバーの一人であった大河内常平の死去とともに、研究派の指導的立場にあった寺田近雄が脱会、それに伴って若手の多くが同会を去った。この事件後、大幅に会員が減った同会を支えたのが代表幹事の伊賀久矩（京大工学部卒、当時日本曹達勤務）であったが、その伊賀も、1992年（平成4年）に着装派と研究派の再度の対立激化のために退会を余儀なくされる。その後も除名騒動や同会内部における誹謗中傷合戦が繰り返され、代表幹事等の幹部の交代が頻繁に行われた。
2003年（平成15年）に、最後の創立メンバーであった中島康彦が死去すると、内部抗争はさらに激化し、2004年（平成16年）、同会は自然消滅した。

## 日本軍装研究会の会員であった人物
- ヒサクニヒコ（漫画家）
- 中西立太（軍装画家・歴史画家）
- 上田信（ミリタリーイラストレーター）
- 高橋昇（軍事研究家・元陸上自衛隊員、著書：『大日本帝国軍装と装備』『軍用自動車入門』光人社）
- 藤田昌雄（軍事研究家・軍事法規研究会顧問、著書：『帝国陸軍戦場の衣食住』学研・『写真で見る海軍糧食史』『戦場のうらばなし』光人社）
- 佐山二郎（軍事研究家、著書：『大砲入門』『工兵入門』『日露戦争の兵器』光人社）
- 柳生悦子（海軍軍装研究家、著書：『日本海軍軍装図鑑』並木書房）
- 辻田文雄（軍事研究家、満州の虎頭要塞の研究で知られる。現在、全日本軍装研究会会長。同会機関誌『軍装操典』出版責任者・主筆）
- 平山晋（蒐集家・明治軍装研究家、明治期の軍装・勲章の蒐集・研究の第一人者とされる）
- 花輪清隆（蝋人形作家、萩の「吉田松陰記念館」やシンガポールの「山下パーシバル蝋人形館」、仙台松島の「東北偉人蝋人形館」などを手掛けた）

スペシャルドラマ『坂の上の雲』には、軍装監修として平山晋、軍隊監修として寺田近雄、砲兵監修として佐山二郎の旧会員の各氏が考証に指導協力しているのがテロップで確認できる。